# Lemgo
Lemgo är en stad i den tyska delstaten Nordrhein-Westfalen mellan sydöstra änden av Teutoburger Wald och floden Weser. I staden, som ligger i ett skogstäckt bergsområde, finns bland annat maskin- och träindustri. Lemgo har cirka 41 000 invånare.

## Historia
Lemgo grundades 1190 av Bernhard den andra från Lippe. Stadens rådhus byggdes mellan åren 1325 och 1620. Orten tillhörde furstendömet Lippe-Detmold och dess efterföljare fristaten Lippe fram till 1947, då den blev inlemmad i det nygrundade förbundslandet Nordrhein-Westfalen.

## Kända personer
- Engelbert Kaempfer (1651-1718), upptäcktsresande;
- August och Friedrich Düsenberg, tyskfödda amerikanska tillverkare av lyxbilar;
- Volker Zerbe, handbollsspelare.

## Sport
- Handbollslaget TBV Lemgo spelar i Bundesliga

## Sevärdheter

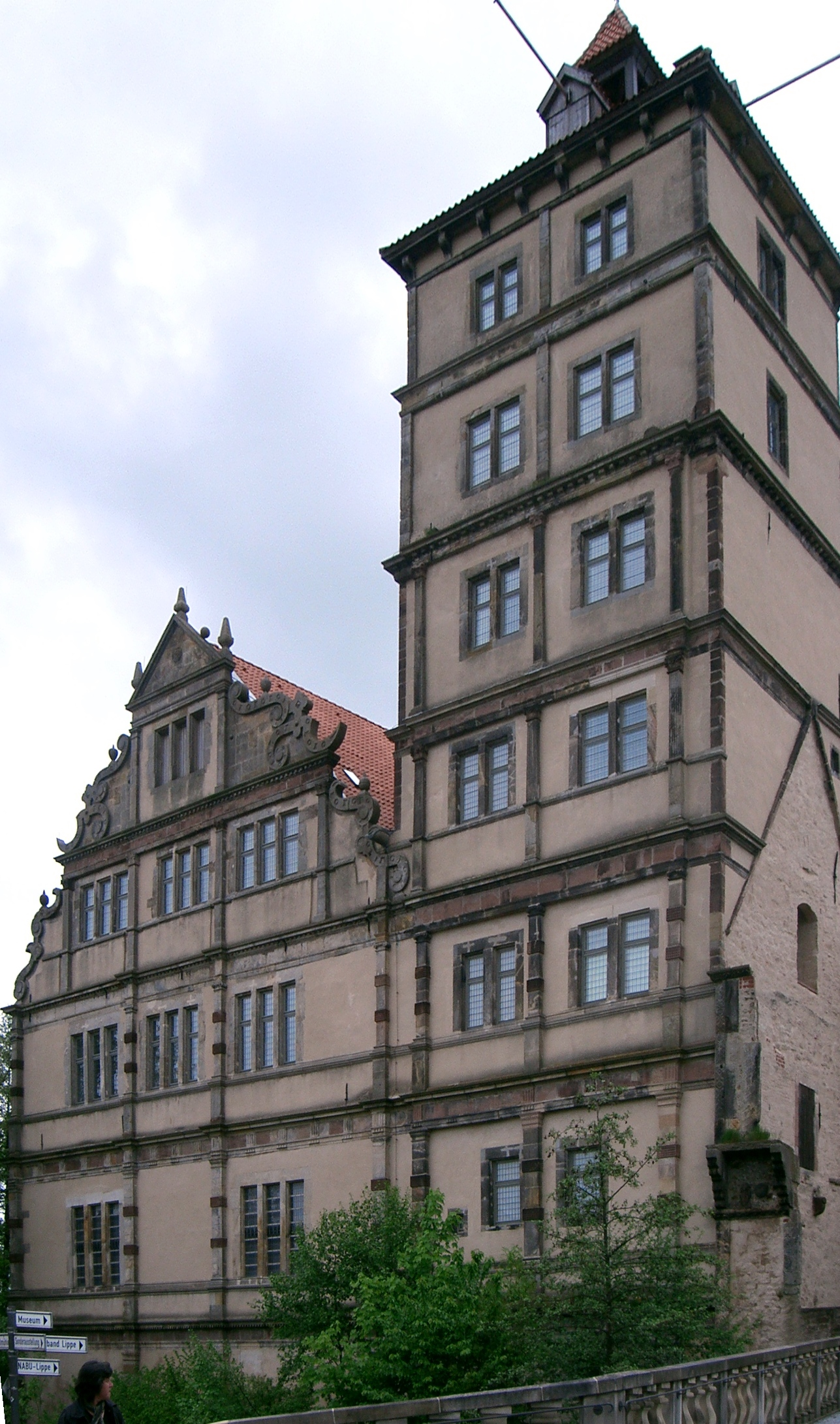
Slottet Brake
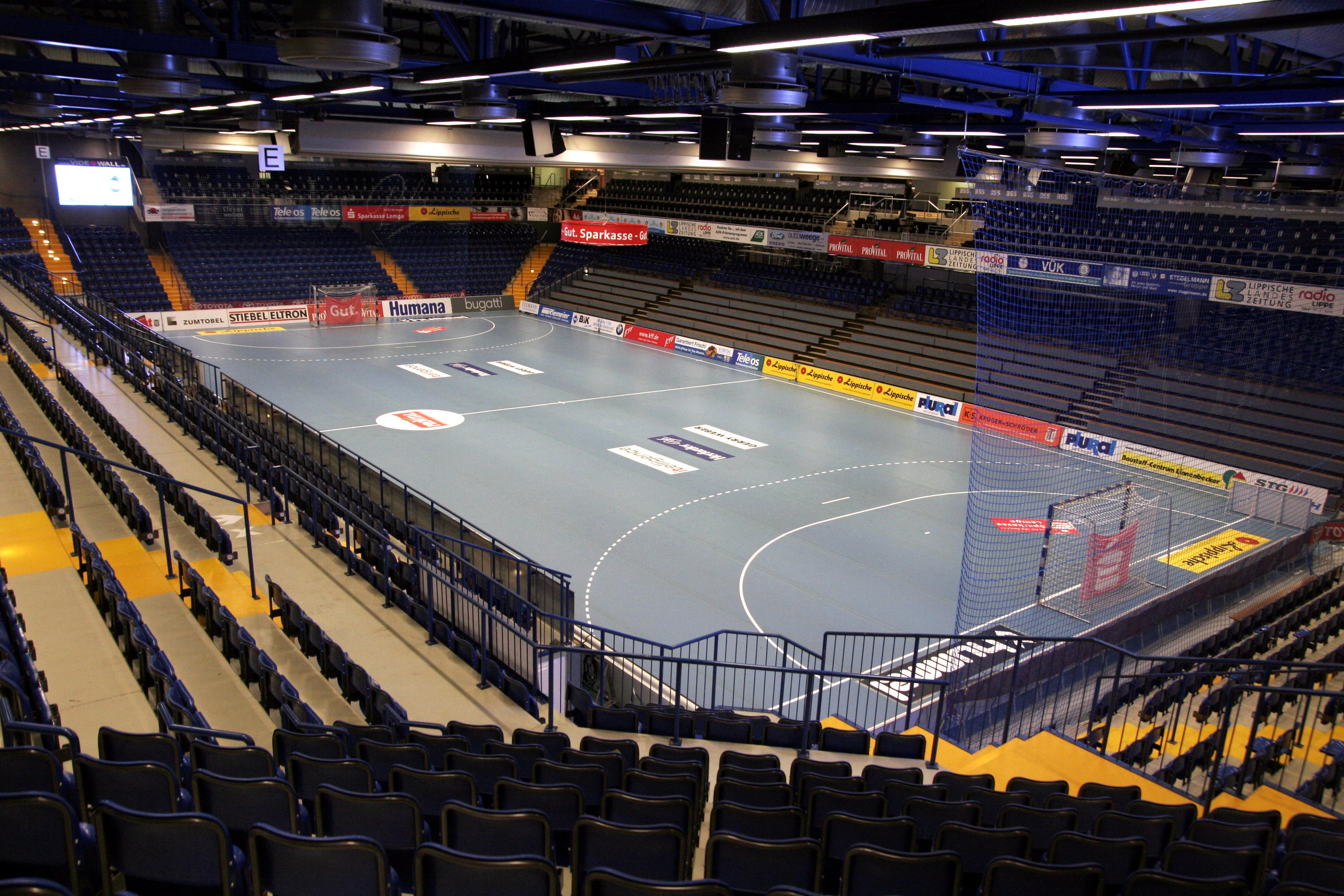
Lipperlandhallen